# Thyra Dannebod

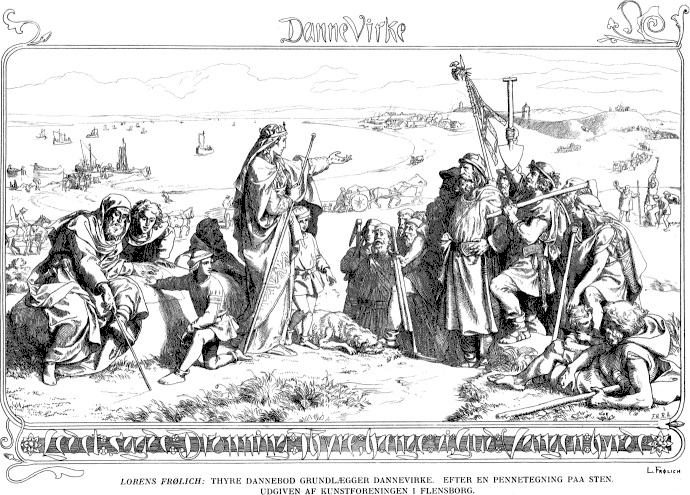
Thyra Dannebod

Thyra Dannebod ou Thyra Danebod foi uma rainha consorte da Dinamarca. Era esposa do rei Gormo da Dinamarca e mãe de Haroldo I da Dinamarca.
O seu nome é-nos revelado pelos textos das pedras de Jelling. O sobrenome é sugerido pelas duas últimas palavras na pedra mais pequena: "Danmarks bod". Porém, é incerto se estas palavras se referiam a ela ou a seu esposo, Gormo.
Sabemos que seu marido faleceu antes dela, mas é incerta a data da sua morte. Terá nascido no início do século X. Foi sepultada em Jelling, ao lado de seu marido.

## Lendas
- Uma lenda reza que Thyra pediu, antes de aceitar casar-se com Gormo, que este construísse uma casa nova, lá dormisse as 3 primeiras noites do Inverno e lhe contasse os sonhos que tivera. Os sonhos teriam sido posteriormente contados no dia do casamento e assemelhavam-se aos do faraó, tal como interpretados no Génesis, por José.
- Diz o povo que a filha de Thyra foi capturada por duendes e levada para um reino no norte longínquo, para lá de Halogalândia e Biármia.